# Sophie van Winden
Sophie van Winden (Amsterdam, 24 november 1983) is een Nederlandse actrice.
Van Winden werd geboren in Amsterdam en groeide op in Leiden, waar ze naar het Stedelijk Gymnasium ging. Later studeerde ze aan de Toneelacademie Maastricht. In haar beginjaren werkte ze bij het Noord Nederlands Toneel in Groningen. Van 2008-2012 was ze vast verbonden aan Het Nationale Toneel (NT) in Den Haag. Vanaf 2005 speelt ze, naast het theater, in verscheidene films en televisieseries.

## Acteerwerk

### Film en televisie
Van Winden maakte haar acteerdebuut in september 2005 in de speelfilm Leef!, waarvoor zij een Gouden Kalf voor beste vrouwelijke bijrol ontving. Verder was ze te zien in de serie De Troon als Mathilde van Limburg Stirum, de (half)zus en verboden liefde van Prins 'Wiwil'. In 2009 speelde ze in de film Happy End van Frans Weisz. In januari 2011 was Van Winden te zien in de vierdelige dramaserie Rembrandt en ik als Saskia van Uylenburgh, de grote liefde van Rembrandt. In 2012 speelde zij Tanja Nijmeijer in de miniserie Eileen van de VPRO. Ze was co-scenarist van de telefilm 20 Leugens, 4 ouders en een scharrelei van Hanro Smitsman. In het najaar 2013 was ze te zien in het tweede seizoen van de serie Overspel van de VARA, als rechercheur Caya en in het tweede seizoen van de serie Dokter Deen als Eva. In 2014 speelde ze een rol in de speelfilm Kenau, Magdalena. In 2016 was voor Van Winden een hoofdrol weggelegd in de misdaadserie Heer & Meester en speelde ze de hoofdrol in de film Prooi van Dick Maas. In 2017 was zij als detective te zien in de bioscoopfilm Broeders. In 2018 speelde ze in de serie Ik weet wie je bent en in Heer & Meester: de Film. In 2020 speelde ze een bijrol in de serie Klem als Sterre. In 2022 vertolkte ze de rol van Dewi Muller in de VPRO-kinderserie Zenith II.

### Theater
Van Winden was van 2009-2012 vast verbonden aan Het Nationale Toneel. In seizoen 2008-2009 speelde zij daar Cecile de Volanges in Liaisons Dangereuses. In 2009 was zij te zien als Julia in Romeo en Julia, in 2010 speelde ze de titelrol in Tirza naar de roman van Arnon Grunberg en begin 2011 stond ze op de planken in een toneelbewerking van Faust I & II van Johann Wolfgang von Goethe. In 2012 speelde ze de voorstelling Gekluisterd, samen met Mark Rietman, eveneens bij het NT. Daarnaast speelde Van Winden in de voorstelling Ben Hur (2008-2009) van De Ploeg en Breaking the News (2012) van Orkater. In 2013 was ze te zien in het toneelstuk Haar naam was Sarah van Bos Theaterproducties. In 2025 speelde ze de vrouwelijke hoofdrol in Dadaland, geschreven door Jibbe Willems en Liliane Brakema, die het stuk ook regiseerde.
Samen met Eva Marie de Waal en Simon(e) van Saarloos schreef ze het toneelstuk Holy-F over feminisme, uitgegeven in 2016 door De nieuwe toneelbibliotheek (Tekst #356, ISBN 9789460763564).

## Prijzen
- 2005 - Gouden Kalf, beste vrouwelijke bijrol in de film Leef!.
- 2011 - Guido de Moor-prijs (beste jonge talent, Het Nationale Toneel)[2] voor haar vertolking van Gretchen en Helena in de marathonvoorstelling Faust I & II.

- Gemeinsame Normdatei: 1267266112
- International Standard Name Identifier: 0000 0001 3366 8718
- Nederlandse Thesaurus van Auteursnamen: 401405303
- Virtual International Authority File: 194147266789335481647